# オスタフリカサウルス
オスタフリカサウルス Ostafrikasaurus は、タンザニア南部テンダグルにある後期ジュラ紀の地層から知られる獣脚類スピノサウルス科に属する恐竜の属である。オスタフリカサウルス・クラッシセラトゥス Ostafrikasaurus crassiserratus一種のみで知られている。

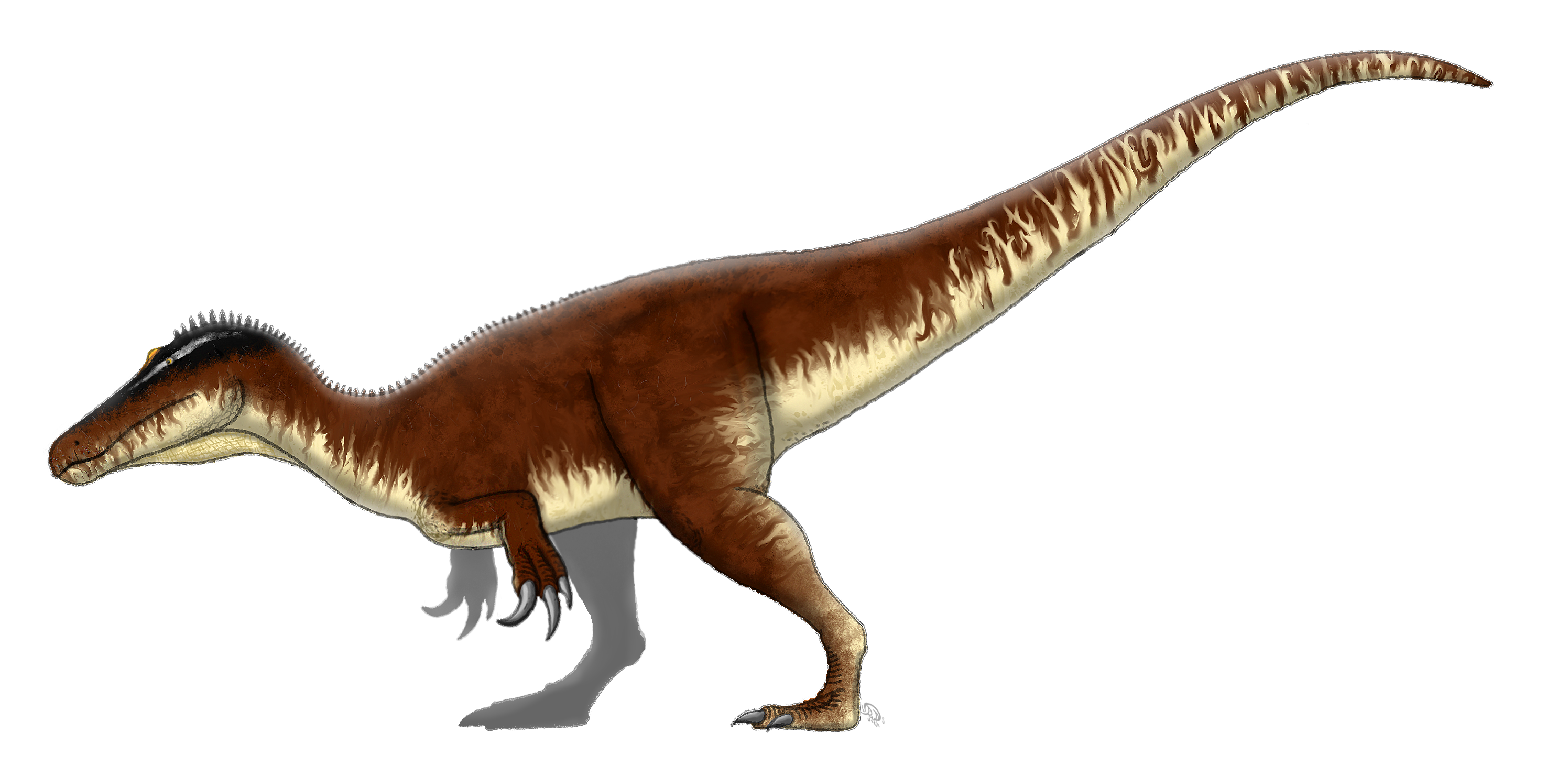
オスタフリカサウルスの生態復元図

## 発見
オスタフリカサウルスはホロタイプ MB  R 1084 という単離した歯のみで知られる。1920年当初はヤネンシュによってラブロサウルス?・ステコウィ Labrosaurus? stechowi とされていた。ラブロサウルス? とされた歯は全て1909年から1913年にドイツの探検隊によって行われたタンザニア南西部のテンダグルにおける探険の中で発見されたものである。ヤネンシュは1925年に全部で9本の歯を、ホロタイプに基づいてラブロサウルス・ステコウィとして記載しそれらを5つのタイプに分けた。後にこれらの歯はラブロサウルスがアロサウルスの新参異名となった関係でケラトサウルス・ステコウィ Ceratosaurus stechowi と改められた。最近の研究ではたいてい Labrosaurus stechowi は疑問名で、これらの歯は独自性が不確かであり、また恐らくケラトサウルスとは別のタクサであるとされる。
MB R 1084 はテンダグル累層の恐竜泥灰岩上部と呼ばれる地層から見つかったものである。別の歯も中部から見つかっており、同属のものと信じられている。またビュフェトーも 2008年に別の単離した歯を恐竜泥灰岩中部から採取し、MB R 1091 とナンバリングした。これも MB R 1084と同属と考えられたが、ビュフェトーは2012年に新属オスタフリカサウルスを記載した時、1084 をホロタイプとして参照したのみで 1091 は参照されなかった。恐竜泥灰岩上部はジュラ紀後期チトニアン中期から後期の地層で、地質年代は約1億4800万～1億4500万年前と考えられている。

## 説明
オスタフリカサウルスは厚く、鋸歯のある歯のみに基づく。その長さは約49mm。ビュフェトーは2008年にこの歯はスピノサウルス科の未命名の属であると指摘し、かつてラブロサウルス? とされた他の歯とは異なるとした。オリバー・ロウハットは 2011年にその差異の一覧をまとめた。MB R 1084 ははるかに鋸歯の数が多く（最大11個）、手前側（吻側）にも3つの隆起および溝が見られる。さらに、いくつかの鋸歯は、歯冠のほぼ全域にわたって延びており、頂部の5mmだけが平滑であり、他の部分は基底部に限定されており、さらに頂部に延びる隆起部に入り込んでいる。さらに畝が歯冠の近心（正面）のほぼ全面に存在し、一方、遠位（背面）の5/5は特定の装飾を欠いている。特に、隆起した領域は、わずかに近遠心的に凹状の領域によって、近心の竜条から少し離れている。しかしその一般的な形状と鋸歯の密度は恐竜泥灰岩中部から見つかったものと非常に似ている。最後にロウハットは、この歯が他の歯と同じタクサ、または近縁なタクサである可能性を示唆した 。オスタフリカサウルスの全長は8～10ｍほど、体重は2ｔと推定されている。

## 系統発生
ビュフェトーは2012年にオスタフリカサウルスを歯のエナメル構造がバリオニクス亜科に見られるものに似ているという事実を根拠にスピノサウルス科として記載した。しかし竜条による象牙質の痕跡のサイズによって他の既知のバリオニクス亜科とは属レベルで異なっているとされた。従って、オスタフリカサウルスは、ビュフェトーによると、現在知られている初期のスピノサウルス科を代表するものである。この歯は、スピノサウルス類の歯の進化が象牙質の摩耗によって特徴付けられることを示唆している。

## 学名の意味
模式種オスタフリカサウルス・クラッシセラトゥス Ostafrikasaurus crassiserratusの学名は、属名がドイツ語で「東アフリカ」を意味する Ost Afrika と古代ギリシャ語でトカゲを意味する σαῦρος, sauros の組み合わせで、種小名がラテン語の crassas（太い）と serratas（鋸歯）で「太い鋸歯」の意味である。